# Вандшнайдер, Томас
Томас Вандшнайдер (нем. Thomas Wandschneider; род. 7 ноября 1963, Букстехуде, Нижняя Саксония, ФРГ) — немецкий спортсмен-парабадминтонист. Бронзовый призёр летних Паралимпийских игр 2024, семикратный чемпион мира, 13-кратный чемпион Европы.

## Биография
Томас завершил свою спортивную карьеру после четырёх побед на чемпионате мира, но решил возобновить участие в соревнованиях после внедрения парабадминтона в программу летних Паралимпийских игр 2020 в Токио. На токийских играх проиграл все матчи в группе и в одиночном, и в парном разряде (в команде с Ён-чин Ми) и не вышел в плей-офф турнира.
На летних Паралимпийских играх 2024 в Париже 60-летний Томас Вандшнайдер вышел в плей-офф с первого места в группе, победив француза Давида Тупе и китайца Ян Туна. В полуфинале проиграл другому представителю Китая, победителю Паралимпиады-2020 и будущему победителю Паралимпиады-2024 — Цюй Цзымо. В матче за третье место победил южнокорейского бадминтониста Чон Джэгуна и завоевал бронзовую медаль Паралимпиады. В парном разряде в команде с Риком Корнеллом Хеллманом проиграл все 3 матча в группе и не вышел в плей-офф.